# 친하이루

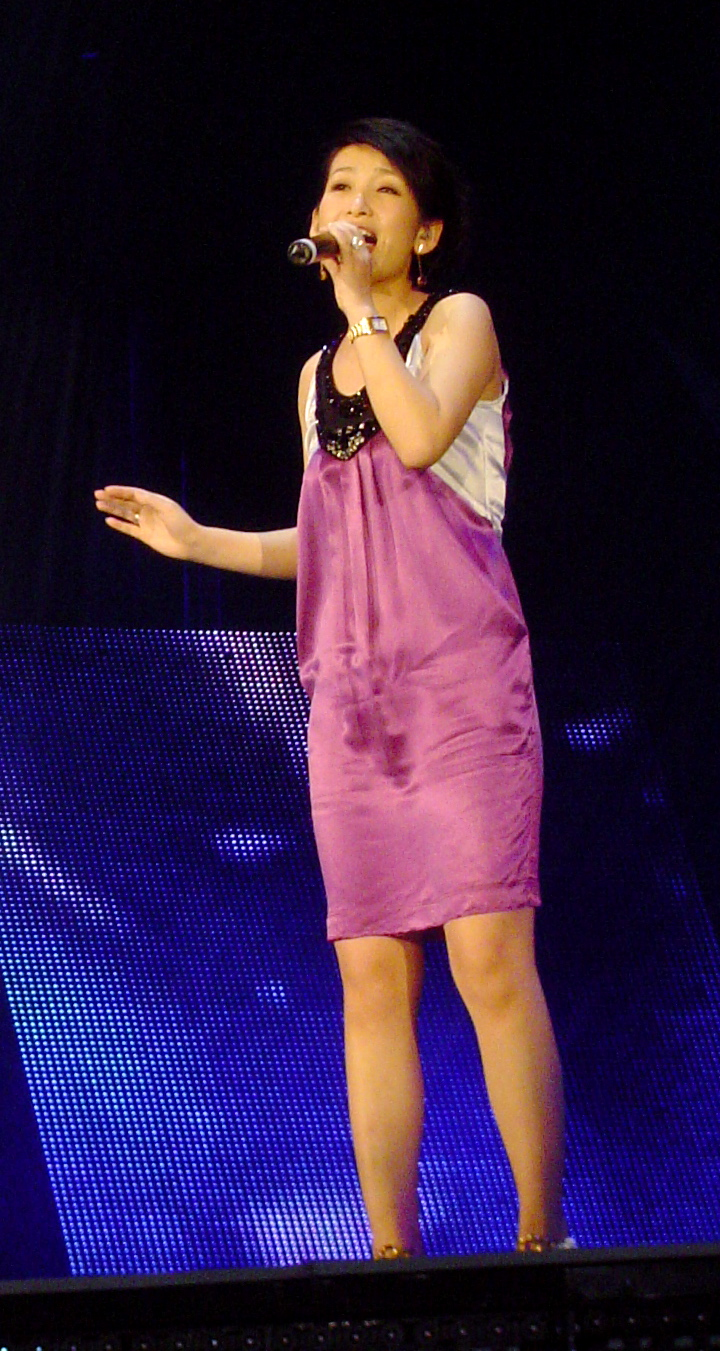

친하이루(Qin Hailu, 1978년 8월 11일 ~ )는 중화인민공화국의 배우, 각본가, 가수이다.
다롄시에서 태어났다.

## 방송
- 남방유교목
- 백록원
- 여불강대천불용
- 과계가왕
- 홍고량

## 영화
- 더 리턴 (2019년)
- 명왕성시각 (2018년)
- 착미장 (2016년)
- 여불강대천불용 (2016년)
- 여인화사몽 (2016년)
- 사랑: 세 도시 이야기 (2015년)
- 태평륜피안 (2015년)
- 하우스 댓 네버 다이 (2014년)
- 태평륜 (2014년)
- 홍고량 (2013년)
- 청춘파 (2013년)
- 성탄 장미 (2013년)
- 101 차구혼 (2013년)
- 화류성 (2012년)
- 리턴 티켓 (2011년)
- 철피아노 (2011년)
- 심플 라이프 (2011년) - 최 간호사 역
- 나는 유약진이다 (2008년)
- 콜 포 러브 (2007년)
- 와호 (2006년)
- 아버지와 아들 (2006년)
- 질식 (2005년)
- 애.작전 (2004년)
- 추격 8월 15 (2004년)
- 정부료적애 (2002년)
- 두리안 두리안 (2000년)